# Groene rolsprietslak
De groene rolsprietslak (Placida dendritica) is een slakkensoort uit de familie van de Limapontiidae. De wetenschappelijke naam van de soort werd in 1843 voor het eerst geldig gepubliceerd door Alder & Hancock.

## Beschrijving
De groene rolsprietslak is vrij slanke zeenaaktslak die tot 20 mm groot kan worden. Het is semi-transparant crèmekleurig, met meestal een groenachtig witte waas. Op de kop bevinden zich twee in de lengterichting opgerolde, gladde rinoforen met een afgeronde top. De rugpapillen (cerata) zijn lang en glad, maximaal 8 dwarsrijen met tot 4 papillen per rij.
Door het gehele lichaam zijn groene vertakkingen van de middendarmklier te zien. Deze groene kleur in de middendarmklier en het lichaam is afhankelijk van het voedsel dat gegeten wordt. Het voedsel bestaat onder andere uit vederwier Bryopsis sp. en viltwier Codium sp. Net als de groene wierslak kan deze slak de uit wieren geconsumeerde chloroplasten kortstondig opslaan in het lichaam, welke de slak in staat stelt om via fotosynthese energie uit zonlicht te halen. 

## Verspreiding
Het verspreidingsgebied in Europa loopt van Noorwegen tot in de westelijke Middellandse Zee. In Nederland wordt deze soort heel af en toe door duikers in de wierzone van de Oosterschelde aangetroffen.